# Nabeel Abbas
Nabeel Abbas (en árabe: نبيل عباس لفتة‎; Najaf, Irak, 1 de enero de 1986) es un exfutbolista de Irak que jugaba en la posición de defensa. Actualmente es el director de fútbol del Naft Al-Wasat SC de la Liga Premier de Irak.

## Carrera

### Club
| Periodo   | Club             |
| --------- | ---------------- |
| 2006–2008 | Najaf FC         |
| 2008–2009 | Al Buqa'a        |
| 2009      | Najaf FC         |
| 2009–2010 | Arbil FC         |
| 2010–2014 | Najaf FC         |
| 2014–2019 | Naft Al-Wasat SC |

### Selección nacional
Jugó para Irak en 2 ocasiones de 2007 a 2008 y ganó la Copa Asiática 2007.

## Logros

### Club
- Liga Premier de Irak (1): 2014-15

### Selección nacional
- Copa Asiática (1): 2007